# Jesús González Requena
Jesús González Requena (Madrid, 12 de mayo de 1955) es un profesor, ensayista y escritor español que ha desarrollado el método de análisis textual conocido como “Teoría y Lectura del Texto” -o, simplemente, “Teoría del Texto”-, incorporando las aportaciones del postestructuralismo, la semiótica, la lingüística, el psicoanálisis y la antropología cultural. González Requena ha aplicado dicho método al análisis de todo tipo de textos, especialmente cinematográficos.
Es catedrático de Comunicación Audiovisual de la Universidad Complutense de Madrid y licenciado en Psicología por esta misma universidad.

## Biografía
Hijo de Luis González Taladriz, abogado que murió en Madrid cuando él tenía solamente cuatro años de edad, y de María Dolores Requena Polo, Jesús González Requena estudió en el colegio de los Sagrados Corazones y se convirtió, tras acabar el bachillerato, en el alumno más joven que logró obtener el Diploma de Especialista en Historia y Estética del Cine de la Universidad de Valladolid, ya que normalmente este es un título de postgrado, propio de estudiantes ya licenciados, habiendo sido después profesor de su Cátedra de Cinematografía en sus cursos de verano. 
Estudió simultáneamente dos carreras en la Universidad Complutense de Madrid que anuncian ya sus dos grandes campos de interés, el cine y el psicoanálisis, licenciándose en Ciencias de la Información, Rama de Imagen Visual y Auditiva, en la segunda promoción de la recién creada Facultad de Ciencias de la Información, y también en Psicología.
Durante sus años de estudiante universitario participó en los movimientos antifranquistas, a la vez que se familiarizaba con las principales referencias intelectuales del estructuralismo y postestructuralismo entonces vigentes: Karl Marx, Ferdinand de Saussure, Vladimir Propp, Emile Benveniste, Claude Lévi-Strauss, Roland Barthes, Jacques Lacan, Louis Althusser, Michel Foucault... Pero con el tiempo su campo de interés comenzó a incorporar a autores de orientaciones bien distintas a estas, como Juan de la Cruz, Max Weber, Mircea Eliade, André Bazin, Enmanuel Kant, Soren Kierkegaard, Ludwig Wittgenstein, Friedrich Nietzsche... Y siempre Sigmund Freud, cuyo infllujo, con el paso del tiempo, fue cobrando más fuerza e importancia hasta el punto de que la reivindicación de la vigencia de su obra, releída de un modo a la vez respetuoso, riguroso y sorprendentemente productivo, constituye la inspiración fundamental del enfoque que actualmente ofrece la "Teoría del Texto". 

## Artículos
Sus primeros artículos, dedicados al teatro, se publican en 1974 en la revista “Pipirijaina”. En el periodo 1977-78 escribe en diversas revistas, algunas de ellas de marcado carácter político, y muy relacionadas con la eclosión de publicaciones que se produjo en los inicios de la Transición en España, como fueron “Saida” y “Ozono” (en esta última se trataba ya de artículos relacionados con el cine).
En 1978 entra a formar parte del Consejo de Redacción de la revista, publicada en Barcelona, “La Mirada. Textos sobre cine”, en la que en su corta vida (1 año y sólo 4 números) escribe varios artículos sobre el llamado “Aparato ideológico cinematográfico”, un concepto de inspiración althusseriana. “La Mirada” fue precursora de otra revista mucho más exitosa y longeva, “Contracampo. Revista de cine”, publicada en Madrid con varios de los colaboradores de “La Mirada”, algunos de ellos miembros de una generación inmediatamente anterior que había formado parte de la crítica cinematográfica antifranquista, constituyendo grupos como el “Colectivo Marta Hernández”.
En abril de 1979 se publicó el n.º 1 de “Contracampo”, figurando en la mancheta como “Editor y coordinador general” el crítico e historiador del cine Francisco Llinàs (1945-2011), y Jesús González Requena como “Secretario de Redacción” en Madrid, junto con Ramón Sala en Barcelona. En el Editorial de este primer número se dice que la publicación nacía para “el estudio del hecho cinematográfico a partir del análisis de sus elementos materiales (el propio film, la industria, etc.)”. En este primer número Requena escribe el artículo “Hollywood, un discurso dogmático” y ya no dejará de publicar a lo largo de la existencia de tan importante revista que concluirá su trayectoria con el n.º 42, editado en el verano-otoño de 1987, monográfico coordinado por Jesús González Requena, y en el que publica un artículo que habrá de ser clave en la construcción de la “Teoría del Texto”: “Enunciación, punto de vista, sujeto”.
En los años de vida de “Contracampo” se puede rastrear en los artículos de González Requena la evolución de la “Teoría del Texto”, que rápidamente abandona los referentes políticos e ideológicos para adentrarse en una revisión crítica de la semiótica de Barthes y el psicoanálisis de Lacan.
En los años posteriores al fin de la aventura de “Contracampo”, González Requena publica en revistas como “Revista de Occidente”, “Área 5inco”, “Eutopías”, "Telos", "Screen", "Tekné", "Archivos de la Filmoteca" o "Cinema Nuovo", mientras que de modo paralelo van saliendo sus libros. Desde 1997 y hasta la actualidad, muchos de sus artículos han sido publicados en la revista de cultura “Trama y Fondo”.

## Libros
- La metáfora del espejo. El cine de Douglas Sirk, Hiperión, Instituto de Cine y Radio-Televisión, Valencia/Minneapolis, 1986.[10]

- El discurso televisivo: espectáculo de la posmodernidad, Cátedra, Madrid, 1988.

- El espectáculo informativo. O la amenaza de lo real, Akal, Madrid, 1989.

- Eisenstein. Lo que solicita ser escrito, Editorial Cátedra, Madrid, 1992.

- El Espot publicitario. Las metamorfosis del deseo. Editorial Cátedra, Madrid, 1995  (coautora: Amaya Ortiz de Zárate).

- El análisis cinematográfico. Modelos teóricos, metodologías, ejercicios de análisis, Editorial Complutense, Madrid, 1995 (compilador)

- Léolo. La escritura fílmica en el umbral de la psicosis. La Mirada, Valencia, 2000 (coautora: Amaya Ortiz de Zárate).[11]

- Los Tres Reyes Magos. La eficacia simbólica, Akal, Madrid, 2002.[12]

- Clásico, Manierista, Postclásico. Los modos del relato en el cine de Hollywood, Ediciones Castilla, Valladolid, 2006.[13]

- Douglas Sirk, Editorial Cátedra, Madrid, 2007.

- Amor loco en el jardín. La Diosa que habita el cine de Luis Buñuel, Editorial Abada, Madrid, 2008.[14]

- El club de la lucha. Apoteosis del psicópata, Caja España, Valladolid, 2008.

- Escenas fantasmáticas. Un diálogo secreto entre Alfred Hitchcock y Luis Buñuel, Centro José Guerrero, Granada, 2011.[15]
- Psycho y la Psicosis I - Marion, Seminario Psicoanálisis y Análisis Textual 2011/2012, www.gonzalezrequena.com, 2013, Creative Commons 1301084315110
- Psycho y la Psicosis II - Norman, Seminario Psicoanálisis y Análisis Textual 2012/2013, www.gonzalezrequena.com, 2013, Creative Commons 1303174787456
- La Diosa del Agua (Andrei Tarkovski), Seminario Psicoanálisis y Análisis Textual 2008/2009, www.gonzalezrequena.com, 2013 Creative Commons 1306155278721
- El dormitorio de la zarina (Octubre, Eisenstein), Seminario Psicoanálisis y Análisis Textual 2006/2007, www.gonzalezrequena.com, 2013, Creative Commons 1310065878278
- El ser de las imágenes. De la Teoría al Análisis de la Imagen, www.gonzalezrequena.com, 2013/2014, Creative Commons 1310308926810
- Psycho y la Psicosis III - Lila, Psicoanálisis y Análisis Textual 2013/2014, www.gonzálezrequena.com, Creative Commons 1403020284846, 2014.
- (coautora: Maite Gobantes Bilbao): El texto y el abismo. Diálogos con González Requena, Sans Soleil Ediciones, 2014. ISBN 978-84-942922-1-7, DL: B 16999-2014, 213 páginas.
- Los espacios del cine, www.gonzalezrequena.com, 2014, Creative Commons 1407081428232
- La dama de Shanghai, Seminario Psicoanálisis y Análisis Textual 2013/2014, www.gonzalezrequena.com, 2015, Creative Commons 1408191782573
- Edipo I, La casa en llamas. (The Searchers, John Ford), Seminario 2014-2015, www.gonzalezrequena.com, 2015, Creative Commons 1506014235678
- Edipo II, Del odio a la promesa (The Searchers, John Ford), Seminario 2015-2016, www.gonzalezrequena.com, 2016, Creative Commons 1606268219285
- True Detective I. El padre, Análisis de Textos Audiovisuales 2015-2016, www.gonzalezrequena.com, 2017, Creative Commons 1703191184212
- True Detective II. La diosa, Análisis de Textos Audiovisuales 2016-2017, www.gonzalezrequena.com, 2017, Creative Commons 1707283160108

## Seminario
El desarrollo del método de análisis textual de Jesús González Requena se ha basado no sólo en sus trabajos escritos (artículos o libros), sino que ha tenido siempre un fuerte componente de transmisión oral que recuerda a la tradición filosófica socrática o, más recientemente, al seminario impartido en Francia por Jacques Lacan. 
González Requena fue pionero, a comienzos de los años 80, en incorporar el vídeo como una herramienta esencial en las llamadas “sesiones de análisis fílmico”, utilizándolo como una moviola. La conjunción práctica del análisis concreto de la imagen y un método cada vez más preciso de visionado, cambió el modo de analizar críticamente las películas. Años después ha incorporado al análisis, de modo igualmente pionero, el uso del ordenador, utilizando un programa digital de su propia creación –Encuadres.
Esta forma de transmisión oral se ha plasmado, además de en clases, cursos y conferencias, en un “Seminario” anual que comenzó en la Facultad de Ciencias de la Información de la Universidad Complutense en el año 1983 y que ha continuado desde entonces ininterrumpidamente. Con una sesión semanal de varias horas, ha sido siempre un curso de doctorado o de postgrado abierto a todos los que han querido asistir libremente a él. Aproximadamente la mitad de sus numerosos participantes son personas no matriculadas ni en el doctorado ni en el máster y que asisten motivados no por una certificación académica, sino por el puro deseo de saber. La mayoría de los seguidores de este método, profesores u otros profesionales repartidos por toda España e Iberoamérica, se han formado asistiendo durante años al "Seminario", a veces desplazándose ese mismo día desde lejanos lugares de residencia como Córdoba, Lugo o Zaragoza. 

## Trama y Fondo

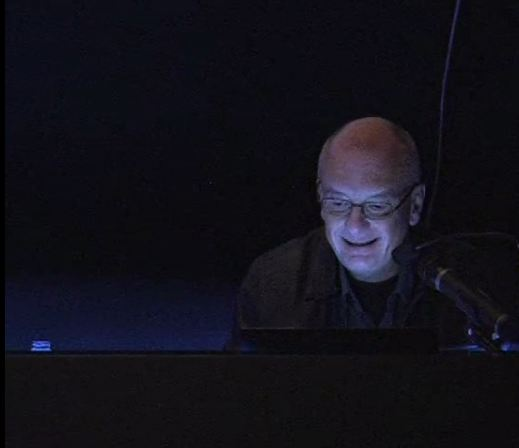
Impartiendo una conferencia con su ya inseparable portátil, cuya tecnología Requena ha sabido incorporar perfectamente al análisis textual.

Entre un grupo de habituales asistentes al “Seminario” de la Complutense, procedentes de toda España, se planteó en el curso 1995-96 la posibilidad de crear una asociación cultural que tuviera como objetivo difundir la “Teoría del Texto”, especialmente a través de una revista. Esta asociación, presidida por el propio González Requena, adoptó el nombre de “Trama y Fondo” (T&F) y alumbró, en noviembre de 1996, al primer número de la revista del mismo nombre, que se ha venido publicando de manera ininterrumpida desde entonces, estando todos sus números (menos el de más reciente edición) disponibles a texto completo en internet.
La asociación cuenta en 2016 con más de ochenta miembros procedentes de España, Francia, Reino Unido, Colombia, Brasil, Perú o México. Además de editar la revista y una colección de libros en colaboración con la editorial Castilla Ediciones, lleva a cabo diversos cursos o jornadas y organiza los llamados “Congresos Internacionales de Análisis Textual”, de los que se han celebrado hasta ahora once ediciones.

## Teoría del Texto
Esta teoría, y el método de análisis que la acompaña, desarrollados ambos por Jesús González Requena, son utilizados en la actualidad por profesores, analistas y críticos de España, Francia y algunos países iberoamericanos. Aplicada sobre todo al cine y menos, por el momento, a otros tipos de textos, supone una rigurosa aproximación a las llamadas “Humanidades” que considera que la conciencia de los hombres cristaliza en textos de todo tipo y que estos textos constituyen la materialidad de la conciencia, su pervivencia cristalizada, siendo esto mismo la cultura. Dicha "Teoría" aporta, por tanto, objetos concretos –los textos−, a los estudios culturales.
La “Teoría del Texto” de Jesús González Requena se basa, pues, en una concepción del lenguaje en la que juega un papel esencial la “dimensión fundadora”, constitutiva del sujeto -“lo simbólico”-, que viene a ser esa parte del lenguaje que constituye y fundamenta la subjetividad humana. Esta teoría del lenguaje, de fondo filosófico, y las diferencias esenciales que la separan de la semiótica o del psicoanálisis de corte lacaniano, quedaron ya articuladas en su trabajo de 1996, “El Texto: Tres Registros y una Dimensión”.